# 31.ª División (Ejército Popular de la República)
La 31.ª División fue una de las divisiones del Ejército Popular de la República que se organizaron durante la guerra civil española sobre la base de las Brigadas Mixtas. Estuvo desplegada en los frentes de Aragón y Segre.

## Historial
La división fue creada el 28 de abril de 1937, en el frente de Aragón. Asignada a las reservas del Ejército del Este, quedó bajo el mando del mando del coronel Antonio Escoda Xatruch. Tuvo su cuartel general en Siétamo. Tras la disolución de la 29.ª División, la 31.ª la sustituyó y pasó a cubrir el sector del sitio de Huesca. En agosto de 1937 una de sus brigadas, la 134.ª, tomó parte en la ofensiva de Zaragoza.
En marzo de 1938, tras el comienzo de la ofensiva franquista en el frente de Aragón, la 31.ª División se vio obligada a retirarse ante la superioridad enemiga. Sin embargo, esta retirada se transformó en una desbandada de sus fuerzas, que se desperdigaron en pequeños grupos. Esta desbandada, además, dejó desprotegido el flanco sur de la 43.ª División, que acabaría siendo cercada en el Pirineo. El mando republicano terminó por ordenar la disolución de la unidad.
La división fue nuevamente recreada el 19 de abril de 1938. La unidad volvió a quedar encuadrada en el X Cuerpo de Ejército, compuesta por las brigadas mixtas 62.ª, 104.ª y 134.ª; el mando pasó a manos del mayor de Manuel Trueba Mirones. Su cuartel general quedó establecido en el kilómetro 18 de la carretera Artesa-Tremp.
La 31.ª División pasó a cubrir las posiciones defensivas del frente del Segre. El 29 de diciembre de 1938, al comienzo de la campaña de Cataluña, sus posiciones fueron duramente atacadas por la 150.ª División franquista, viéndose empujada hacia la retaguardia. A partir del 2 de enero de 1939 pasó a quedar adscrita al XI Cuerpo de Ejército. No obstante, la división no fue capaz de frenar la ofensiva franquista y emprendidó la retirada hacia la frontera francesa junto a otras unidades republicanas.

## Mandos
Comandantes
- coronel de infantería Antonio Escoda Xatruch;[1]
- comandante de aviación Ernesto Navarro Márquez;[9]
- mayor de milicias Manuel Trueba Mirones;

Comisario
- José Miret Musté, del PSUC;[10]
- Francisco Durán Rosell, del PSUC;[11]

## Orden de batalla
| Fecha               | Cuerpo de Ejército adscrito | Brigadas Mixtas integradas | Frente de batalla |
| Junio de 1937       | X Cuerpo de Ejército        | 133.ª, 134.ª y 135.ª       | Aragón            |
| Marzo-abril de 1938 | X Cuerpo de Ejército        | 62.ª, 133.ª y 134.ª        | Aragón            |
| 19 de abril de 1938 | X Cuerpo de Ejército        | 62.ª, 104.ª y 134.ª        | Segre             |